# 1895 год
1895 (ты́сяча восемьсо́т девяно́сто пя́тый) год  по григорианскому календарю — невисокосный год, начинающийся во вторник. Это 1895 год нашей эры, 5‑й год 10‑го десятилетия XIX века 2‑го тысячелетия, 6‑й год 1890‑х годов. Он закончился 130 лет назад.
| Пн | Вт | Ср | Чт | Пт | Сб | Вс |
|    | 1  | 2  | 3  | 4  | 5  | 6  |
| 7  | 8  | 9  | 10 | 11 | 12 | 13 |
| 14 | 15 | 16 | 17 | 18 | 19 | 20 |
| 21 | 22 | 23 | 24 | 25 | 26 | 27 |
| 28 | 29 | 30 | 31 |    |    |    |

| Пн | Вт | Ср | Чт | Пт | Сб | Вс |
|    |    |    |    | 1  | 2  | 3  |
| 4  | 5  | 6  | 7  | 8  | 9  | 10 |
| 11 | 12 | 13 | 14 | 15 | 16 | 17 |
| 18 | 19 | 20 | 21 | 22 | 23 | 24 |
| 25 | 26 | 27 | 28 |    |    |    |

| Пн | Вт | Ср | Чт | Пт | Сб | Вс |
|    |    |    |    | 1  | 2  | 3  |
| 4  | 5  | 6  | 7  | 8  | 9  | 10 |
| 11 | 12 | 13 | 14 | 15 | 16 | 17 |
| 18 | 19 | 20 | 21 | 22 | 23 | 24 |
| 25 | 26 | 27 | 28 | 29 | 30 | 31 |

| Пн | Вт | Ср | Чт | Пт | Сб | Вс |
| 1  | 2  | 3  | 4  | 5  | 6  | 7  |
| 8  | 9  | 10 | 11 | 12 | 13 | 14 |
| 15 | 16 | 17 | 18 | 19 | 20 | 21 |
| 22 | 23 | 24 | 25 | 26 | 27 | 28 |
| 29 | 30 |    |    |    |    |    |

| Пн | Вт | Ср | Чт | Пт | Сб | Вс |
|    |    | 1  | 2  | 3  | 4  | 5  |
| 6  | 7  | 8  | 9  | 10 | 11 | 12 |
| 13 | 14 | 15 | 16 | 17 | 18 | 19 |
| 20 | 21 | 22 | 23 | 24 | 25 | 26 |
| 27 | 28 | 29 | 30 | 31 |    |    |

| Пн | Вт | Ср | Чт | Пт | Сб | Вс |
|    |    |    |    |    | 1  | 2  |
| 3  | 4  | 5  | 6  | 7  | 8  | 9  |
| 10 | 11 | 12 | 13 | 14 | 15 | 16 |
| 17 | 18 | 19 | 20 | 21 | 22 | 23 |
| 24 | 25 | 26 | 27 | 28 | 29 | 30 |

| Пн | Вт | Ср | Чт | Пт | Сб | Вс |
| 1  | 2  | 3  | 4  | 5  | 6  | 7  |
| 8  | 9  | 10 | 11 | 12 | 13 | 14 |
| 15 | 16 | 17 | 18 | 19 | 20 | 21 |
| 22 | 23 | 24 | 25 | 26 | 27 | 28 |
| 29 | 30 | 31 |    |    |    |    |

| Пн | Вт | Ср | Чт | Пт | Сб | Вс |
|    |    |    | 1  | 2  | 3  | 4  |
| 5  | 6  | 7  | 8  | 9  | 10 | 11 |
| 12 | 13 | 14 | 15 | 16 | 17 | 18 |
| 19 | 20 | 21 | 22 | 23 | 24 | 25 |
| 26 | 27 | 28 | 29 | 30 | 31 |    |

| Пн | Вт | Ср | Чт | Пт | Сб | Вс |
|    |    |    |    |    |    | 1  |
| 2  | 3  | 4  | 5  | 6  | 7  | 8  |
| 9  | 10 | 11 | 12 | 13 | 14 | 15 |
| 16 | 17 | 18 | 19 | 20 | 21 | 22 |
| 23 | 24 | 25 | 26 | 27 | 28 | 29 |
| 30 |    |    |    |    |    |    |

| Пн | Вт | Ср | Чт | Пт | Сб | Вс |
|    | 1  | 2  | 3  | 4  | 5  | 6  |
| 7  | 8  | 9  | 10 | 11 | 12 | 13 |
| 14 | 15 | 16 | 17 | 18 | 19 | 20 |
| 21 | 22 | 23 | 24 | 25 | 26 | 27 |
| 28 | 29 | 30 | 31 |    |    |    |

| Пн | Вт | Ср | Чт | Пт | Сб | Вс |
|    |    |    |    | 1  | 2  | 3  |
| 4  | 5  | 6  | 7  | 8  | 9  | 10 |
| 11 | 12 | 13 | 14 | 15 | 16 | 17 |
| 18 | 19 | 20 | 21 | 22 | 23 | 24 |
| 25 | 26 | 27 | 28 | 29 | 30 |    |

| Пн | Вт | Ср | Чт | Пт | Сб | Вс |
|    |    |    |    |    |    | 1  |
| 2  | 3  | 4  | 5  | 6  | 7  | 8  |
| 9  | 10 | 11 | 12 | 13 | 14 | 15 |
| 16 | 17 | 18 | 19 | 20 | 21 | 22 |
| 23 | 24 | 25 | 26 | 27 | 28 | 29 |
| 30 | 31 |    |    |    |    |    |

## События

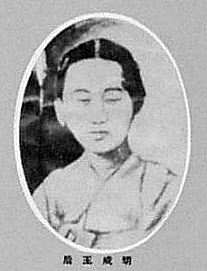
Королева Кореи Мин

- 1 января — утратила силу Австро-сербская конвенция 1881 года, фактически ставившая Сербию под протекторат Австро-Венгрии[1].
- 24 января — предположительно первая в истории высадка человека в Антарктиде[2].
- 24 февраля — на Кубе в провинции Орьенте вспыхнуло новое восстание против Испании, возглавленное Хосе Марти[3].
- 6 апреля — в Лондоне по обвинению в «грубой непристойности» арестован Оскар Уайльд. На следующий день суд предъявил ему обвинение в содомии как нарушении норм общественной морали.[источник не указан 2594 дня]
- 13 апреля — Николай II подписал Именной Высочайший Указ № 62 «Об учреждении Русского музея императора Александра III».
- 17 апреля — подписан Симоносекский договор, завершивший Японо-китайскую войну. Империя Цин передавала Японской империи остров Тайвань и Пескадорские острова, а также от Китая была отторгнута Корея, получившая независимость.
- 7 мая — в Санкт-Петербурге русский физик и электротехник Александр Попов продемонстрировал свой «Прибор для обнаружения и регистрирования электрических колебаний».
- 19 мая — в бою с испанской армией погиб руководитель борьбы за освобождение Кубы Хосе Марти[3].
- 13 июня — в России принято Положение о мелком кредите, способствовавшее развитию кредитной кооперации[4].
- 20 июня — в Германии введён в эксплуатацию Кильский канал.
- 29 июня — Сожжение оружия духоборами.[источник не указан 2594 дня]
- 9 июля — Российская империя и Португалия заключили Конвенцию о торговле и мореплавании[5].
- Сентябрь — вышел рассказ Герберта Уэллса «Чудесное посещение» (The Wonderful Visit).
- 8 октября — японскими агентами в Сеуле была убита корейская королева Мин.
- 7 декабря — в ходе начавшейся первой Итало-эфиопской войны эфиопские войска раса Маконнена разбили итальянские части в бою при Амба-Алаги[6].
- 21 декабря — в Петербурге в ночь с 20 декабря арестованы В. И. Ленин и другие руководители Союза борьбы за освобождение рабочего класса[7].
- 28 декабря — в индийском салоне «Гран-кафе» на бульваре Капуцинок в Париже состоялся публичный показ «Синематографа братьев Люмьер», что ознаменовало рождение кинематографа.

### Без точных дат
- В России введён золотой стандарт для рубля в противовес серебряному.
- Организовано Российское Общество Туристов (РОТ).
- Основан город Антрацит.
- Россия с присоединением Памира завершила присоединение Центральной Азии и Казахстана.

## Родились
См. также: Категория:Родившиеся в 1895 году
- 2 февраля — Мария Федоричева, советская художница, живописец (ум. 1971).
- 3 февраля — Георгий Светлани, советский, российский актёр кино и эстрады. В детстве был товарищем для игр царевича Алексея Романова.
- 11 февраля — Якуп Сатар, последний турецкий ветеран Первой мировой войны.
- 18 февраля — Семён Тимошенко, советский военачальник, Маршал Советского Союза (ум. 1970).
- 22 февраля — Виктор Рауль Айя де ла Торре, перуанский политик и социолог, основатель апризма (ум. 1979).
- 21 марта — Леонид Утёсов, советский эстрадный артист и певец (ум. 1982).
- 29 марта — Эрнст Юнгер, немецкий мыслитель, писатель и публицист. Ветеран Первой и Второй мировых войн (ум. 1998).
- 2 мая (20 апреля по ст. стилю) — Анатолий Железняков, видный деятель революции 1917 года (ум. 1919).
- 3 мая — Хосе Диас, испанский политический деятель, генеральный секретарь Коммунистической партии Испании в 1932—1942 годах (ум. 1942).
- 6 мая — Рудольф Валентино, американский киноактёр итальянского происхождения, одна из величайших звёзд эпохи немого кино (ум. 1926).
- 18 мая — генерал Аугусто Сесар Сандино, никарагуанский политик и военный (ум. 1934).
- 21 мая — Ласаро Карденас-и-дель-Рио, президент Мексики в 1934—1940 годах, почётный президент Всемирного Совета Мира (ум. 1970).
- 11 июня — Николай Александрович Булганин, советский политический и военный деятель.
- 22 июля — Павел Осипович Сухой, советский авиаконструктор.
- 10 августа — Михаил Михайлович Зощенко, русский советский писатель-сатирик. (ум. 1958)
- 22 сентября — Александр Михайлович Василевский, советский военачальник, Маршал Советского Союза, дважды Герой Советского Союза (ум. 1977).
- 22 сентября — Пол Муни, американский киноактёр, лауреат премии «Оскар» (ум. 1967).
- 1 октября — Лиакат Али Хан, первый премьер-министр Пакистана в 1947—1951 годах, каид-и миллат («вождь нации») (ум. 1951).
- 3 октября (21 сентября по ст. стилю) — Сергей Александрович Есенин, русский советский поэт.
- 4 октября
  - Рихард Зорге, советский разведчик времён Второй мировой войны, Герой Советского Союза (ум. 1944).
  - Бастер Китон, американский киноактёр и режиссёр, классик немой кинокомедии (ум. 1966).
- 16 октября — Макс Кёгель, оберштурмбаннфюрер СС, комендант концлагерей Майданек, Равенсбрюк и Флоссенбюрг (ум. в 1946).
- 21 октября — Эдна Пёрвиэнс, американская киноактриса, снимавшаяся во многих фильмах Ч. Чаплина (ум. 1958).
- 25 ноября — Анастас Иванович Микоян, советский государственный и политический деятель (ум. 1978).
- 8 декабря — Броне Буйвидайте, литовская поэтесса.
- 21 декабря — Ганс Лориц, оберфюрер СС, комендант концлагерей Дахау, Эстервеген и Заксенхаузен (ум. в 1946).

## Скончались
См. также: Категория:Умершие в 1895 году
- 28 января — Франсуа Сертен Канробер, маршал Франции (с 1856) (род. 1809).
- 19 февраля — Огюст Вакри (р. 1819), французский поэт, публицист, журналист и редактор.
- 2 марта — Исмаил-Паша, правитель Египта в 1863—1879 годах.
- 9 марта — Леопольд фон Захер-Мазох, австрийский писатель (род. 1836).
- 27 апреля — Архимандрит Павел (Леднев Пётр Иванович), миссионер, в течение 27 лет был настоятелем Никольского единоверческого монастыря в Москве.
- 2 июля — Михаил Петрович Драгоманов, украинский историк и общественный деятель.
- 5 августа — Фридрих Энгельс, один из основоположников марксизма.
- 8 октября — королева Мин, женщина-регент Кореи при безвольном супруге (род. 1851).
- 27 декабря — Никифор (Бажанов), архимандрит, автор Иллюстрированной полной популярной Библейской Энциклопедии.